# 폴 피에르 레비
폴 피에르 레비(프랑스어: Paul Pierre Lévy IPA: [pɔl pjɛʁ levi], 1886년 9월 15일 ~ 1971년 12월 15일)는 프랑스의 수학자이다. 확률론에 크게 기여하였다.

## 생애
1886년 9월 15일 파리의 유대인 가정에서 태어났다. 아버지 뤼시앙 레비(프랑스어: Lucien Lévy)는 에콜 폴리테크니크의 강사였다.
레비는 에콜 폴리테크니크에 입학하였으며, 1905년에 19세의 나이에 첫 논문을 발표하였다. 졸업 뒤 1년 동안 군에 복무한 뒤, 3년 동안 파리국립광업학교에서 공부하였다. 1911년에 파리 대학교에서 박사 학위를 수여받았으며, 1913년에 파리국립광업학교의 교수가 되었다. 1913년에 딸 마리엘렌(프랑스어: Marie-Hélène, 1913년~2013년)을 두었다. 마리엘렌은 훗날 수학자 로랑 슈와르츠와 결혼하게 되어 마리엘렌 슈와르츠(프랑스어: Marie-Hélène Schwartz)로 알려지게 되며, 이 또한 유명한 수학자기 되었다.
제1차 세계 대전 동안 프랑스군을 위하여 포탄 관련 연구를 하였다. 1920년에 에콜 폴리테크니크의 해석학 교수가 되었다.
제2차 세계 대전 동안 나치 독일이 프랑스를 점령하였으며, 유대인이었던 레비는 1940년에 교수직에서 해고당하였다. 그러나 전후 교수직에 복직되었다.
레비는 1959년에 은퇴하였다. 1971년 12월 15일 파리에서 사망하였다.

## 저서
- Lévy, Paul Pierre (1922). 《Lecons d’analyse Fonctionnelle》 (프랑스어).
  - 《함수해석학 개론》
- Lévy, Paul Pierre (1925). 《Calcul des probabilités》 (프랑스어).
  - 《확률미적분학》
- Lévy, Paul Pierre (1937). 《Théorie de l’addition des variables aléatoires》 (프랑스어).
  - 《확률 변수의 가법(加法) 이론》
- Lévy, Paul Pierre (1948). 《Processus stochastiques et mouvement brownien》 (프랑스어).
  - 《확률 과정과 브라운 운동》
- Lévy, Paul Pierre (1954). 《Le mouvement brownien》 (프랑스어).
  - 《브라운 운동》

## 같이 보기
- 레비 확률 과정
- 등주부등식
- 브라운 운동

## 참고 문헌
- Barbut, Marc; Locker, Bernard; Mazliak, Laurent (2013). 《Paul Lévy and Maurice Fréchet: 50 Years of Correspondence in 107 Letters》 (영어). xii쪽. ISBN 978-1-4471-5618-5.